# Callancyla bimaculata
Callancyla bimaculata är en skalbaggsart som först beskrevs av Pierre Émile Gounelle 1911.  Callancyla bimaculata ingår i släktet Callancyla och familjen långhorningar.
Artens utbredningsområde är Paraguay. Inga underarter finns listade.